# Saint-Affrique
Saint-Affrique là một xã trong vùng Occitanie, thuộc tỉnh Aveyron, quận Millau, tổng Saint-Affrique. Tọa độ địa lý của xã là 43° 57' vĩ độ bắc, 02° 53' kinh độ đông. Saint-Affrique nằm trên độ cao trung bình là 330 mét trên mực nước biển, có điểm thấp nhất là 276 mét và điểm cao nhất là 720 mét. Xã có diện tích 110,96 km², dân số vào thời điểm 1999 là 7507 người; mật độ dân số là 68 người/km².

## Thông tin nhân khẩu
| 1946  | 1954  | 1962  | 1968  | 1975  | 1982  | 1990  | 1999  |
| ----- | ----- | ----- | ----- | ----- | ----- | ----- | ----- |
| 7.455 | 7.236 | 7.142 | 7.674 | 8.223 | 8.475 | 7.798 | 7.507 |

## Các thành phố kết nghĩa
- Azuaga, Tây Ban Nha
- Driffield, Anh

## Địa điểm tham quan
- Lâu đài Mas Rougier
- Lâu đài Bournac
- Collège Saint-Gabriel